# Florent Chaigneau
Pour les articles homonymes, voir Chaigneau.
Florent Chaigneau, né le 21 mars 1984 à La Roche-sur-Yon en France, est un footballeur puis entraîneur français qui a évolué au poste de gardien de but.

## Biographie
Champion du monde des moins de 17 ans avec l'équipe de France, il est formé au Stade rennais FC où il lutte avec Simon Pouplin pour la deuxième place de gardien derrière Petr Čech puis Andreas Isaksson.
Prêté au Brighton and Hove Albion Football Club lors de la saison 2005-2006, il rejoint en 2006 le Sporting Toulon Var en National afin d'aider le club à remonter en Ligue 2. Il quitte finalement le club au bout d'une seule saison ponctuée de prestations décevantes et d'une descente en CFA.
Après deux saisons passées dans le sud où il ne joue pas, il revient dans sa Vendée natale et y signe une nouvelle licence en qualité de portier n°1 pour la saison 2009-2010 au Poiré-sur-Vie Vendée football (CFA2). Il participe aux deux montées successives du club qui accède au championnat National à la fin de la saison 2010-2011, avant de signer comme troisième gardien au FC Lorient en juin 2011.
Le 22 avril 2012, il rejoue enfin en Ligue 1. Il remplace Fabien Audard qui s'est blessé dès la 20e minute lors d'un match au Stade de Gerland contre l'Olympique lyonnais. Malgré plusieurs parades au cours du match, il ne peut empêcher la défaite 3-2. Il sera titularisé lors de la rencontre suivante contre Caen, mais malgré une bonne prestation, il ne peut empêcher la défaite 1-0 de son équipe. Pour les 3 dernières journées de la saison, Jérémie Janot est recruté, en tant que joker médical. Il n'aura plus l'occasion de jouer.

## Statistiques
| Saison                | Club                          | Championnat           | Championnat | Championnat | Championnat | Coupe nationale | Coupe nationale | Coupe nationale | Coupe de la Ligue | Coupe de la Ligue | Coupe de la Ligue | Total | Total | Total |
| Saison                | Club                          | Division              | M.          | B.          | P.d.        | M.              | B.              | P.d.            | M.                | B.                | P.d.              | M.    | B.    | P.d.  |
| 2003-2004             | Stade rennais FC              | Ligue 1               | 6           | 0           | 0           | 1               | 0               | 0               | -                 | -                 | -                 | 7     | 0     | 0     |
| 2004-2005             | Stade rennais FC              | Ligue 1               | -           | -           | -           | -               | -               | -               | -                 | -                 | -                 | 0     | 0     | 0     |
| Sous-total            | Sous-total                    | Sous-total            | 6           | 0           | 0           | 1               | 0               | 0               | 0                 | 0                 | 0                 | 7     | 0     | 0     |
| 2005-2006             | Brighton & Hove Albion (prêt) | Championship          | 1           | 0           | 0           | 1               | 0               | 0               | 1                 | 0                 | 0                 | 3     | 0     | 0     |
| 2006-2007             | Sporting Toulon Var (prêt)    | National              | 15          | 0           | 0           | -               | -               | -               | -                 | -                 | -                 | 15    | 0     | 0     |
| 2009-2010             | Le Poiré-sur-Vie VF           | CFA 2                 | -           | -           | -           | 1               | 0               | 0               | -                 | -                 | -                 | 1     | 0     | 0     |
| 2010-2011             | Le Poiré-sur-Vie VF           | CFA                   | 31          | 0           | 0           | 2               | 0               | 0               | -                 | -                 | -                 | 33    | 0     | 0     |
| Sous-total            | Sous-total                    | Sous-total            | 31          | 0           | 0           | 3               | 0               | 0               | 0                 | 0                 | 0                 | 34    | 0     | 0     |
| 2011-2012             | FC Lorient                    | Ligue 1               | 3           | 0           | 0           | -               | -               | -               | 1                 | 0                 | 0                 | 4     | 0     | 0     |
| 2012-2013             | FC Lorient                    | Ligue 1               | -           | -           | -           | -               | -               | -               | -                 | -                 | -                 | 0     | 0     | 0     |
| 2013-2014             | FC Lorient                    | Ligue 1               | 12          | 0           | 0           | -               | -               | -               | -                 | -                 | -                 | 12    | 0     | 0     |
| 2014-2015             | FC Lorient                    | Ligue 1               | -           | -           | -           | -               | -               | -               | 2                 | 0                 | 0                 | 2     | 0     | 0     |
| 2015-2016             | FC Lorient                    | Ligue 1               | 2           | 0           | 0           | -               | -               | -               | 3                 | 0                 | 0                 | 5     | 0     | 0     |
| Sous-total            | Sous-total                    | Sous-total            | 17          | 0           | 0           | 0               | 0               | 0               | 6                 | 0                 | 0                 | 23    | 0     | 0     |
| 2017-2018             | US Montagnarde                | National 3            | 12          | 0           | 0           | 1               | 0               | 0               | -                 | -                 | -                 | 13    | 0     | 0     |
| Total sur la carrière | Total sur la carrière         | Total sur la carrière | 82          | 0           | 0           | 6               | 0               | 0               | 7                 | 0                 | 0                 | 95    | 0     | 0     |

## Palmarès
- Champion du monde des moins de 17 ans en 2001 avec l'équipe de France U-17
- Coupe Gambardella 2003 avec le Stade rennais FC
- Champion de CFA2 (Groupe G) en 2010 avec Le Poiré-sur-Vie
- Champion de CFA (Groupe D) en 2011 avec Le Poiré-sur-Vie